# Gabriel Perissé

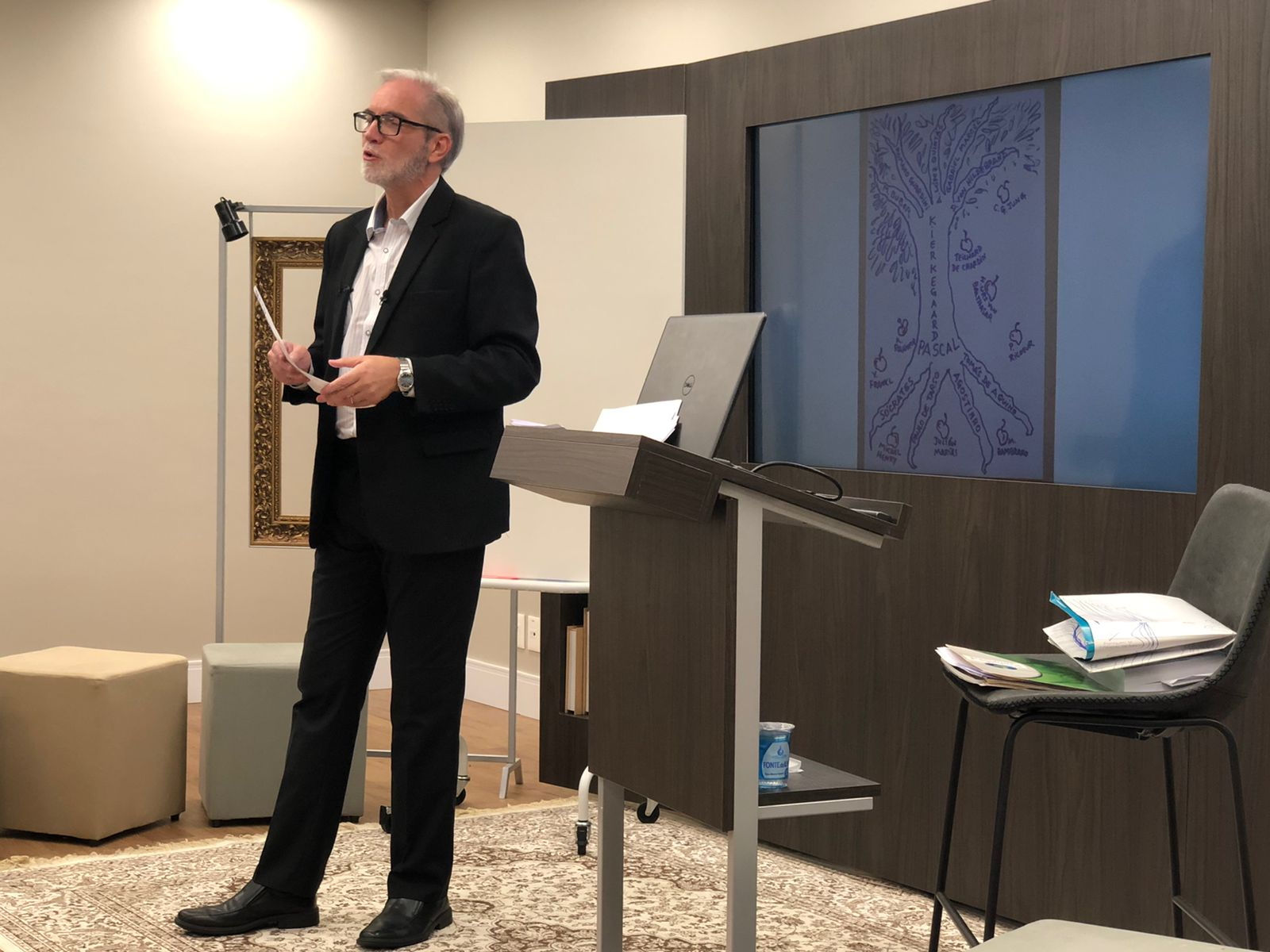

Gabriel Perissé (Rio de Janeiro, 25 de março de 1962) é um professor, palestrante, tradutor e escritor brasileiro.
Formou-se em letras pela UFRJ em 1985, ano em que foi morar em São Paulo, onde obteve o grau de mestre em Literatura Brasileira (1989) pela USP, estudando a obra do poeta Carlos Nejar.
Defendeu o doutorado em Filosofia da Educação, também na USP, em 2003, analisando o pensamento de Alfonso López Quintás.
Obteve o pós-doutorado em Filosofia e História da Educação, na Unicamp, em 2011, estudando a linguagem educacional brasileira, tendo em vista as obras de quatro escritores: Rubem Alves, Cristovam Buarque, Pedro Demo e Régis de Morais.
Em 2018, defendeu o mestrado em Teologia, na PUCRS, com a dissertação O encontro como categoria teológica a partir da obra de Alfonso López Quintás. Também na PUCRS, em 2023, defendeu o doutorado em Teologia, com a tese A doutrina da união hipostática à luz da categoria do "encontro" e suas implicações para a promoção da paz. 
Desde 1983 ministra palestras/cursos em escolas e faculdades, empresas e ongs, livrarias, bibliotecas e editoras, sobre temas relacionados à arte de ler, pensar, escrever e ensinar. A partir de 1998 tornou-se professor universitário, ministrando aulas de Comunicação Visual, Língua Portuguesa, Literatura Brasileira e Literatura Infantil, no Centro Universitário São Camilo, na Universidade de Santo Amaro e no Instituto Paulista de Ensino e Pesquisa. Foi professor do programa de mestrado e doutorado em educação da Universidade Nove de Julho (UNINOVE-SP) entre 2004 e 2011.
Colabora em várias revistas e jornais, algumas com versões eletrônicas, destacando-se o semanário Correio da Cidadania (), a revista Educação (), a revista Língua Portuguesa () e o portal Observatório da Imprensa ().
Participa do conselho editorial da Editora Mandruvá (), em parceria com várias universidades e instituições brasileiras e estrangeiras, responsabilizando-se diretamente pela Revista Videtur-Letras.
Em 2005 criou, com outros educadores, em São Paulo, o Núcleo Pensamento e Criatividade, em convênio com a Escuela de Pensamiento y Creatividad.
Entre 2014 e 2016 atuou como professor e pesquisador no Programa de Pós-graduação em Educação da Universidade Católica de Santos (SP).
De 2018 a 2019, atuou como assessor do Centro de Pastoral e Solidariedade e especialista em Desenvolvimento Docente na PUCRS.

## Obras
Publicou em 1996 o livro Ler, Pensar e Escrever; em 2000, publicou O Leitor Criativo; Palavras e Origens: Considerações Etimológicas, em 2002; A Arte da Palavra, em 2002; O Professor do Futuro, também em 2002; Filosofia, Ética e Literatura, em 2003; A Arte de Ensinar, em 2004; Elogio da Leitura, em 2005.
Em 2006 lançou três livros: Crônicas Pedagógicas, A Leitura das Entrelinhas e Literatura e Educação. Em 2007, mais três livros: A Leitura Observada e outros Estudos, Os Sete Pecados Capitais e as Virtudes da Educação e Educação, Linguagem e Etimologia, em co-autoria com Jean Lauand e Luiz Costa Pereira Junior.
Em 2008, lançou Introdução à Filosofia da Educação. No início de 2009, publicou dois novos livros: Estética & Educação e O livre-educador.  Em 2010, publicou Educar para a liberdade: e outros impossíveis necessários; também em 2010, a Editora Saraiva lançou a segunda edição (revisada e ampliada) do livro Palavras e Origens. Em 2011, saiu a quinta edição do livro Ler, Pensar e Escrever pela Editora Saraiva. Também em 2011, lançou O Valor do Professor, pela Autêntica Editora.
Em 2012 lançou A Palavra é Futuro, na série A Palavra É, pela Editora Gutenberg, do Grupo Editorial Autêntica.
Em 2013, pela Editora Sextante lançou, com Anderson Cavalcante, o livro A Oração de São Francisco, e, pela Editora Eureka!, Ser voluntário: as razões do coração.
Em 2014, publicou o livro Formação integral: educação financeira como tema transversal, pela Editora DSOP.
Em 2019, publicou o livro Uma pedagogia do corpo, pela Página 3 Editora, e em 2020 a segunda edição deste livro, pela Editora Autêntica.
Em 2019, publicou o livro Viver conviver evoluir: Os 10 níveis de realidade e de conduta, pela Edições Loyola.
Em 2020, publicou o livro Educação e espiritualidade, pela Editora Autêntica.
Em 2021, publicou o livro de poesia A escada, pela Editora Nós.
Em 2022, publicou o livro de poesia O profeta errado, pela Página 3 Editora, e o livro Penso, logo ensino, pela Editora Autêntica. 
Em 2023, publicou o livro Leituras educadoras, pela Editora Autêntica. 
Em 2024, publicou os livros Falar bem e ensinar melhor e Professores pesquisadores, pela Editora Autêntica. 
Também em 2024, publicou dois livros pela Paulus Editora: Ele está no meio de nós: uma cristologia do encontro e Abuso espiritual: a manipulação invisível. 

## Traduções
Desde 1987 vem traduzindo livros do espanhol, do francês e do inglês.
Em 1987, publicou-se Aborto e sociedade permissiva, de Pedro-Juan Viladrich, pela Editora Quadrante. Título original da obra em espanhol: Aborto y sociedad permisiva.
Em 1991, Amor e casamento, de Cormac Burke, pela Editora Quadrante. Título original da obra em inglês: Covenanted happiness: love and commitment in marriage.
Em 1992, Olhar para Maria, de Antonio Orozco Delclos, pela Editora Quadrante. Título original da obra em espanhol: Mirar a María.
Em 1993, Que há para além da morte?, de Edouard Clerc, pela Editora Quadrante. Título original da obra em francês: Par delà la mort. 
Em 1994, O mistério do Natal, de São João de Ávila, pela Editora Quadrante. Título da obra em espanhol: Sermón del sagrado nacimiento de nuestro señor Jesu christo.
Em 1995, Cartas que você não lerá: a uma filha deficiente, de Rogelio Cenalmor Ramos, pela Editora Quadrante. Título da obra em espanhol: Cartas que tú no leerás.
Em 2005, Descobrir a grandeza da vida, de Alfonso López Quintás, pela ESDC. Título original da obra em espanhol: Descubrir la grandeza de la vida.
Em 2010, Célestin Freinet, de Louis Legrand, pela Editora Massagana / MEC / UNESCO / FNDE. Título original da obra em francês: Célestin Freinet.
Em 2010, Ortega y Gasset, de Juan Escámez Sánchez, pela Editora Massagana / MEC / UNESCO / FNDE. Título original da obra em espanhol: Ortega y Gasset.
Em 2011, Como escrever textos técnicos e profissionais? Todas as orientações para elaborar relatórios, cartas e documentos eficazes, de Felipe Dintel, pela Gutenberg Editora. Título original da obra em espanhol: Cómo escribir textos técnicos y profesionales.
Em 2011, Como escrever diálogos? A arte de desenvolver o diálogo no romance e no conto, de Silvia Adela Kohan, pela Gutenberg Editora. Título original da obra em espanhol: Cómo escribir diálogos.
Em 2011, Como narrar uma história? Da imaginação à escrita: todos os passos para transformar uma ideia num romance ou num conto, de Silvia Adela Kohan, pela Gutenberg Editora. Título original da obra em espanhol: Cómo narrar una historia.
Em 2012, Pequeno tratado sobre a linguagem humana, de David Crystal, pela Editora Saraiva. Título original da obra em inglês: A little book of language.
Em 2013, Sementes de papel, de Bea e Silvia Gil, pela Editora DSOP. Título do original em espanhol: Semillas de papel.
Em 2013, Os segredos da criatividade - técnicas para desenvolver a imaginação, evitar bloqueios e expressar ideias, de Silvia Adela Kohan, pela Gutenberg Editora. Título da obra original em espanhol: Los secretos de la creatividad.
Em 2013, Escrever para crianças - tudo o que é preciso saber para produzir textos de literatura infantil, de Silvia Adela Kohan. Título da obra original em espanhol: Escribir para niños.
Em 2014, Quanto custa uma vaca?, de Robert Marcuse e Aída Marcuse, pela Editora DSOP. Título original da obra em espanhol: Cuánto vale una vaca?.
Em 2014, Como melhorar um texto literário: um manual prático para dominar as técnicas básicas da narração, de Fernando Dintel e Lola Sabarich, pela Gutenberg Editora. Título original da obra em espanhol: Cómo mejorar un texto literário.
Em 2015, O pequeno príncipe, de Antoine de Saint-Éxupery, pela Editora Autêntica. Título original da obra em francês: Le petit prince.
Em 2015, Como encontrar seu estilo de escrever: as chaves para alcançar a expressão pessoal, de Francisco Castro, pela Gutenberg Editora. Título original da obra em espanhol: Cómo encontrar tu estilo literário: todas las claves para alcanzar una expresión personal.
Em 2016, Um quarto na Holanda, de Pierre Bergounioux, pela Editora Nós. Título original da obra em francês: Une chambre en Hollande. 
Em 2016, O conhecimento dos valores, de Alfonso López Quintás, pela Editora É Realizações. Título da obra original em espanhol: El conocimiento de los valores.
Em 2016, Discurso da servidão voluntária, de Étienne de La Boétie, pela Editora Nós. Título da obra original em francês: Discours de la servitude volontaire.
Em 2016, A tentação da bicicleta, de Edmondo De Amicis, pela Editora Nós. Título da obra original em italiano: La tentazione della bicicletta.
Em 2018, A tolerância e a manipulação, de Alfonso López Quintás, pela Editora É Realizações. Título da obra original em espanhol: La tolerancia y la manipulación. 
Em 2023, Isto é água: alguns pensamentos sobre como viver de modo mais humano, de David Foster Wallace, pela Editora É Realizações. Título da obra original em inglês: This is Water: Some Thoughts, Delivered on a Significant Occasion, about Living a Compassionate Life.
Em 2025, A religiosidade popular: lugar teológico para a nova evangelização, de Daniel Cuesta Gómez, pela Editora Paulus. Título da obra original em espanhol: La religiosidad popular: lugar teológico para la nueva evangelización. 

## Prêmios
Em 1982, 2º lugar no Concurso Universitário José Olympio de Ensaio Literário, José Olympio Editora.
Em 1985, Menção Honrosa no I Festival Nacional de Poesia, Fundação Roberto Marinho - Circo Voador (RJ).
Em 1985, Prêmio Alceu Amoroso Lima, Academia Brasileira de Letras.
Em 1986, Menção Honrosa no Concurso de monografias sobre Fernando Pessoa, Fundação Cultural Brasil-Portugal (RJ).
Em 1987, Menção Honrosa no I Concurso Estadual Aberto de Poesia Universitária.
Em 2014, Prêmio Jabuti - 3º lugar na categoria Didático e Paradidático, CBL - Câmara Brasileira do Livro.